# Sollnitz
Sollnitz is een plaats in de Duitse gemeente Dessau-Roßlau, deelstaat Saksen-Anhalt, en telt 270 inwoners (2006).